# Glaucopsyche superornata
Glaucopsyche superornata är en fjärilsart som beskrevs av Ramon Agenjo Cecilia 1967. Glaucopsyche superornata ingår i släktet Glaucopsyche och familjen juvelvingar. Inga underarter finns listade i Catalogue of Life.